# هاري ليند برادلي
هاري ليند برادلي (بالإنجليزية: Harry Lynde Bradley)‏ هو شخصية أعمال أمريكي، ولد في 5 يناير 1885 في كانساس سيتي في الولايات المتحدة، وتوفي في 23 يوليو 1965 في ميلواكي في الولايات المتحدة.